# NGC 3564
NGC 3564 ist eine linsenförmige Galaxie vom Hubble-Typ S0 im Sternbild Zentaur am Südsternhimmel. Sie ist schätzungsweise 118 Millionen Lichtjahre von der Milchstraße entfernt.
Das Objekt wurde am 21. April 1835 von John Herschel entdeckt.